# Toledo Maroons
Die Toledo Maroons waren eine amerikanische American-Football-Mannschaft. Das Team aus Toledo spielte in den Jahren 1922 und 1923 in der National Football League (NFL). 

## Geschichte
Das Team der Toledo Maroons geht zurück auf das 1902 gegründete Football-Team der Toledo Athletic Association. Um Teenager an diese Mannschaft heranzuführen, wurde 1906 das Team der Toledo Maroons von Joe Dailey für Spieler im Teenager-Alter gegründet.
Gespielt wurde auf den Plätzen der örtlichen High Schools, z. B. der East Side Central School, gegen andere Teams aus Toledo und der Region. Bald galten die Maroons als eine der besten Mannschaften und nachdem die Teenager zu Erwachsenen geworden waren, stiegen sie in den halb-professionellen Football ein. 1910 übernahm Arthur W. Gratop das Management des Teams und er organisierte Spiele gegen andere starke Gegner. Somit zählten die Spiele auch zur inoffiziellen Ohio League. Heimstadion war zunächst Ames-Bonner Park. 1913 spielten die Maroons im Bock Field und von 1914 bis 1916 im Armory Park. Ab 1917 wurde im Swayne Field gespielt. 
Den Spielern konnte ein Handgeld von 20 bis 50 US-Dollar pro Heimspiel und bis zu 75 Dollar für ein Auswärtsspiel gezahlt werden. 1916 versuchte Gratop, nach dem Vorbild der Baseball-Liga Major League Baseball eine landesweite Football-Liga zu organisieren. Geplant war, im Herbst die Baseball-Stadien für die Spiele zu nutzen. Dieser Plan kam nicht zur Umsetzung, auch weil Gratop 1917 zum Wehrdienst eingezogen wurde.
Auf Grund des Ersten Weltkrieges und der Spanischen Grippe fanden 1918 nur zwei Spiele gegen die Detroit Heralds und die Dayton Triangles statt. 1919 trainierte der frühere LSU- und spätere University-of-Toledo-Trainer Pat Dwyer die Toledo Maroons.
An der Gründung der American Professional Football Association (APFA,) der späteren NFL, 1920 waren die Maroons nicht beteiligt. Das Team spielte 1920 nur vier Spiele und verlor drei davon. Für das Jahr 1921 sind keine Spiele bekannt. 
1922 trat eine Mannschaft unter dem Namen Toledo Maroons schließlich der National Football League bei. Eigentümer und Manager des Teams war der Chicagoer Bill Harley. Für die Saison gelang es Guil Falcon als Trainer zu verpflichten. Auf dem Spielplan standen zwölf Spiele, davon zählten neun zur Meisterschaft. Mit einem positiven Ergebnis von fünf Siegen erreichte das Team den vierten Meisterschaftsplatz. Vom 25. Dezember 1922 bis zum 1. Januar 1923 spielte dann das Team in einer Barnstorming-Tour vier Spiele in Texas, Oklahoma und Louisiana. In der Saison 1923 spielte das Team wieder im Amory Park. Von den geplanten zwölf Ligaspielen wurden acht ausgetragen. Das Team gewann drei Spiele und wurde am Ende der Saison Elfter.
Auf Grund des geringen Zuschauerzuspruches waren Spiele gegen die Maroons nicht sehr begehrt. Die anderen Teameigner forderten deshalb die Maroons auf, entweder in eine andere Stadt umzuziehen oder die Teilnahme an der Liga aufzugeben. Der Manager des Teams, George Johnson, konnte jedoch die Stadt Kenosha in Wisconsin und die dort ansässigen Unternehmen Nash Motors und Simmons überzeugen, die zurückgegebene Franchise der Toledo Maroons zu erwerben. Ein Teil der Spieler aus Toledo bildete die Grundlage für die in der Saison 1924 spielende Mannschaft der Kenosha Maroons.

## Uniform
Das Team spielte in braunen Jerseys mit weißen Ziffern.

## Statistik
| Saison | Liga           | Siege          | Niederlagen    | Unentschieden  | Punkte erzielt | Punkte zugelassen | Platzierung    | Head Coach     |
| ------ | -------------- | -------------- | -------------- | -------------- | -------------- | ----------------- | -------------- | -------------- |
| 1910   | Ohio League    | 4              | 1              | 0              | 48             | 8                 | 9.             |                |
| 1911   | Ohio League    | 7              | 2              | 1              | 152            | 17                | 6.             |                |
| 1912   | Ohio League    | 4              | 3              | 0              | 85             | 60                | 7.             |                |
| 1913   | Ohio League    | 8              | 1              | 1              | 240            | 60                | 3.             |                |
| 1914   | Ohio League    | 7              | 2              | 0              | 184            | 20                | 4.             |                |
| 1915   | Ohio League    | 7              | 2              | 2              | 178            | 35                | 5.             | Tom Brown      |
| 1916   | Ohio League    | 8              | 3              | 1              | 195            | 44                | 7.             | Tommy Merrell  |
| 1917   | Ohio League    | 3              | 7              | 0              | 124            | 169               | 7.             | By Dickson     |
| 1918   | Ohio League    | 0              | 2              | 0              | 0              | 60                | 2.             |                |
| 1919   | Ohio League    | 4              | 2              | 2              | 80             | 53                | 5.             | Pat Dwyer      |
| 1920   |                | 1              | 3              | 0              | 10             | 94                |                |                |
| 1921   | nicht gespielt | nicht gespielt | nicht gespielt | nicht gespielt | nicht gespielt | nicht gespielt    | nicht gespielt | nicht gespielt |
| 1922   | NFL            | 5              | 2              | 2              | 94             | 59                | 4. (von 18)    | Guil Falcon    |
| 1923   | NFL            | 3              | 3              | 2              | 35             | 66                | 11. (von 20)   | Guil Falcon    |